# Palazzo Caracciolo di Torella

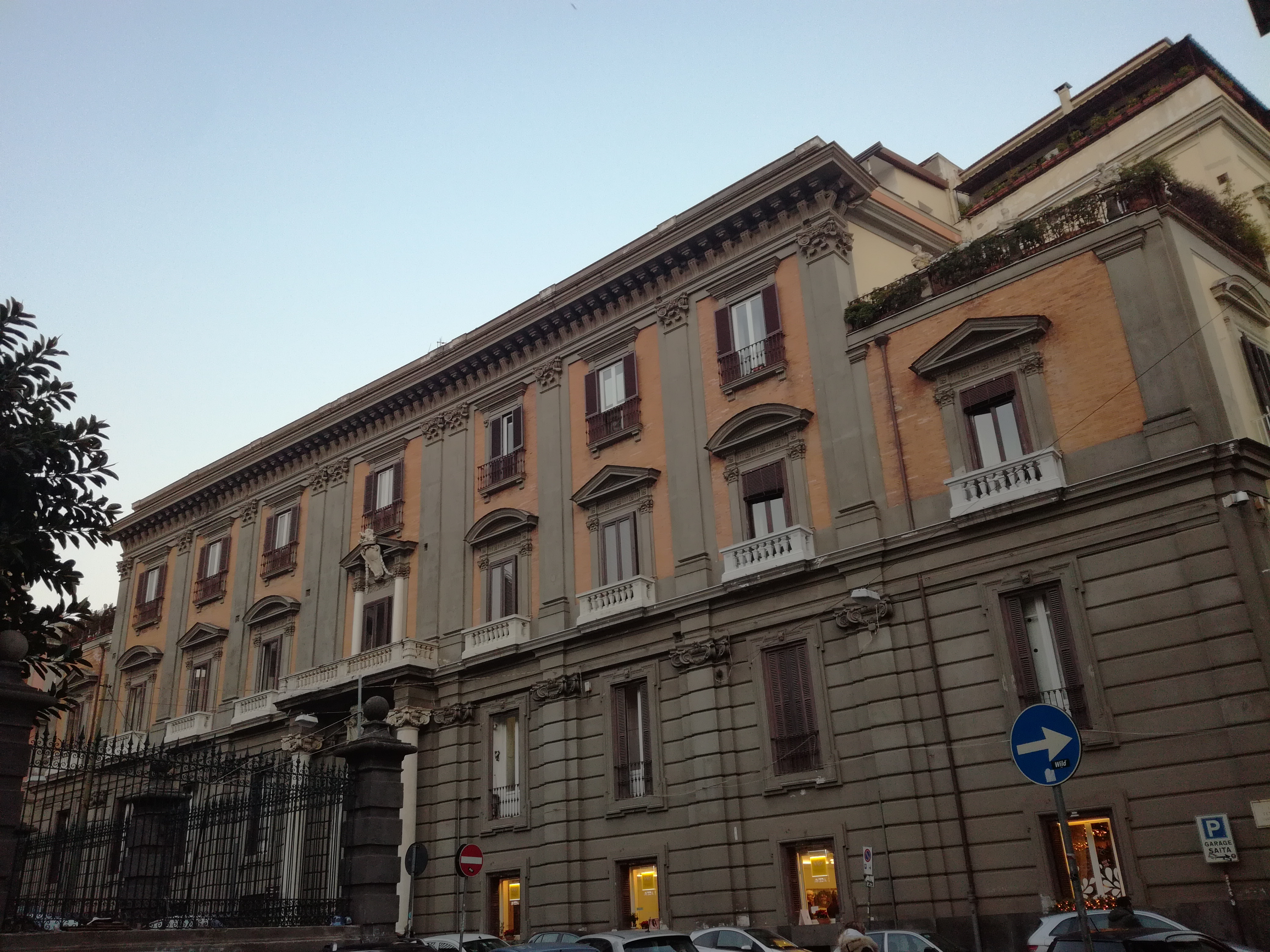
Palazzo Caracciolo di Torella in Neapel

Der Palazzo Caracciolo di Torella, auch Palazzo Carafa di Policastro genannt, ist ein Palast aus dem 18. Jahrhundert im Viertel Chiaia von Neapel in der italienischen Region Kampanien. Er liegt am Largo Ferrandina, 1, gegenüber der Fassade des Palazzo della Cavallerizza a Chiaia aus dem 18. Jahrhundert.

## Geschichte
Den Palast ließen die Carafas, Herzöge von Forlì del Sannio und Grafen von Policastro Bussentino, in der zweiten Hälfte des 18. Jahrhunderts errichten und gaben ihn später an die Caracciolos, Herzöge von Torella dei Lombardi, ab. Seine Glanzzeiten erlebte der Palast in den ersten Jahren des 19. Jahrhunderts, als die Tochter von Giuseppe Cristoforo Saliceti Herzogin wurde, da sie einen Caracciolo di Torella geheiratet hatte, und dort Empfänge für den neapolitanischen Adel organisierte.
1851 wohnten in dem Palast der Baron Emanuele Calcagno und der Geschichtswissenschaftler William Temple. Der Palazzo Caracciolo di Torella gehörte später Giuseppe Caracciolo di Torella, Bürgermeister von Neapel von 1889 bis 1891. Heute ist das Gebäude ein prestigeträchtiger Wohnblock.

## Beschreibung
Der drei Stockwerke hohe Palast zeigt eine Kolossalordnung von kompositen Pilastern und Balkone mit Balustraden, die entweder mit dreieckigen oder mit lünettenbewehrten Tympana gekrönt sind. Im obersten Geschoss sind die Fenster mit einem Gebälk gekrönt und die beiden Eckfenster mit Terrassen versehen. Das Portal wird von zwei weißen Marmorsäulen eingerahmt und darüber ist das Wappen der Carafas della Spina angebracht. Der Mittelbalkon im ersten Obergeschoss ist ähnlich aufgebaut wie das Portal darunter; er trägt ebenfalls das Wappen der Caracciolos, gestützt von Obstgirlanden. Die Fassade schließt nach oben mit einem Traufgesims mit gerillten Konsolen ab.
Innen ist der Empfangssalon durch Korbbögen und Dekorationen aus Stuck gekennzeichnet. Der Innenhof ist rechteckig und beherbergt eine Treppe mit Stufen aus Piperno und zwei klassizistische Statuen auf ihren entsprechenden Sockeln. Im ersten Obergeschoss befinden sich die Repräsentationsräume mit einem großen Fresko von Fedele Fischetti und weitere Räume mit Verzierungen aus dem Anfang des 20. Jahrhunderts. In einer weiteren Wohnung sind zwei Zimmer mit gemalten Supraporten von Giacinto Diano ausgestattet.